# 赤木沢
赤木沢（あかぎさわ）は、富山県の富山市の黒部川源流域にある渓谷で、黒部川の支流。黒部川の渓谷では比較的登りやすく、かつ20以上の、ナメ滝や滝壺のあるものなどの多様な滝があり、奥黒部一の美渓と言われている。

## 概要
黒部川の最奥部にある標高2000〜2300mの黒部川支流の渓谷で、渓谷中には白布のようなナメ滝や、深い滝壺のある大滝など、様々な姿の滝が20ヶ所以上存在している。それらの滝はいずれの滝も容易に巻いて登っていくことができる。また、薬師沢小屋などを利用することで容易にアクセスが出来る点もこの渓谷の特長である。
沢の頂点かつ水源となっている場所は赤木平と呼ばれる平坦地で、種々の高山植物が自生しており、立山連峰の山々や雲ノ平などを一望出来る。

## アクセス
黒部川沿いにある薬師沢小屋から1時間半程度で赤木沢に至る。

## 参考出典
『富山県の地名』平凡社